# Iglesia de San Nicolás (Densuș)

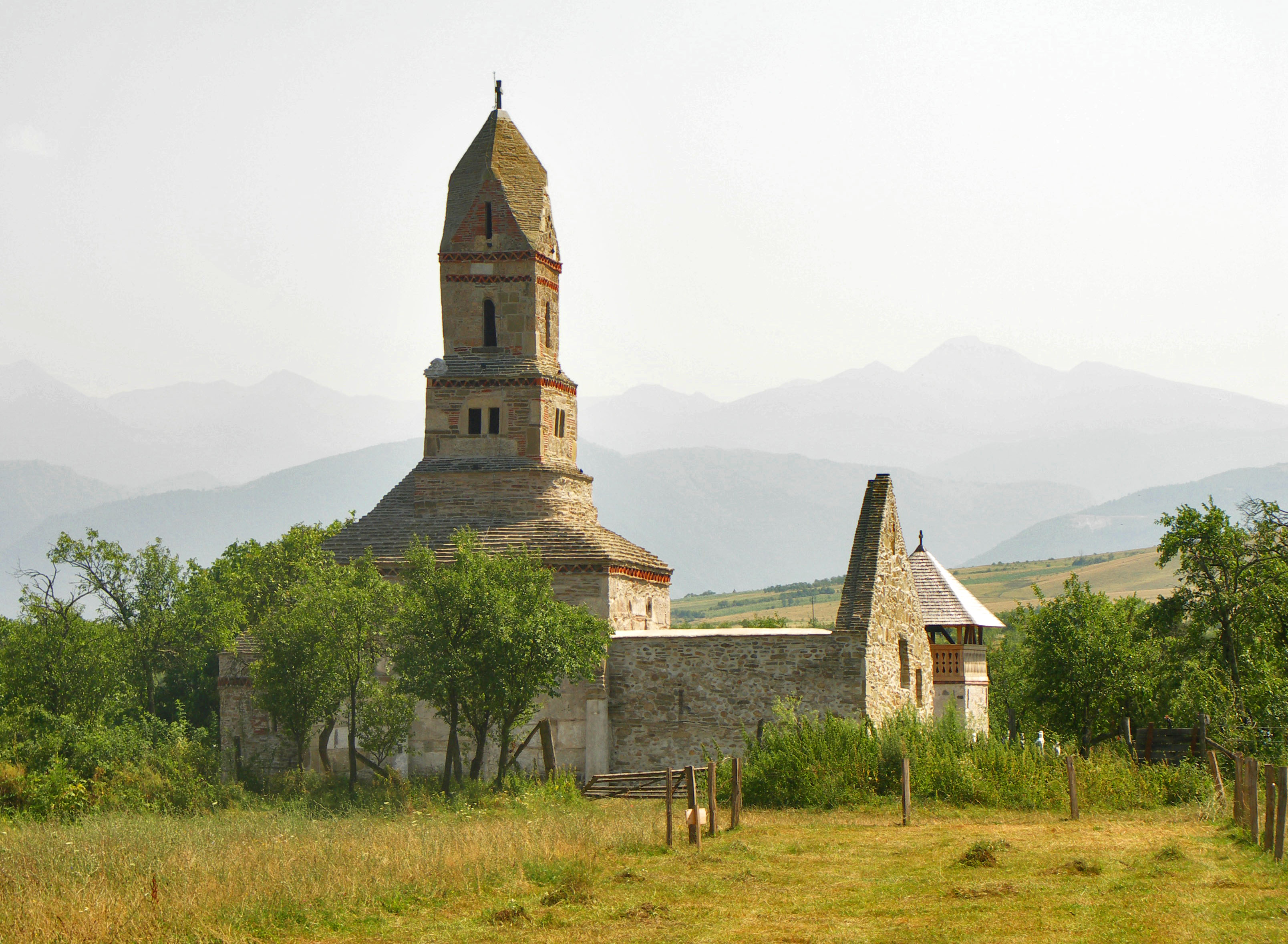
Iglesia San Nicolas.

La Iglesia de San Nicolas de Densuș está situada en Densuș, distrito de Hunedoara, Rumania. Es una de las más antiguas iglesias de rito bizantino de Rumania. Fue construida en el siglo XIII y está en trámites para entrar en el patrimonio de la UNESCO.
La iglesia actual fue construida en el mismo lugar donde el en siglo IV había otro edificio. Tiene una planta cuadrada de 6x6 metros. El tejado está realizado con trozos de piedra. Entre los siglos XIV-XV se le añadieron más dependencias con piedras provenientes de las ruinas de la antigua ciudad dacia Ulpia Traiana Sarmizegetusa. El aspecto final del templo es único y singular, con restos visibles de estilo románico tardío. Las pinturas murales del interior, realizadas en 1443 son de gran interés y tienen una fuerte relación con la pintura de Valaquia.

## Referencias

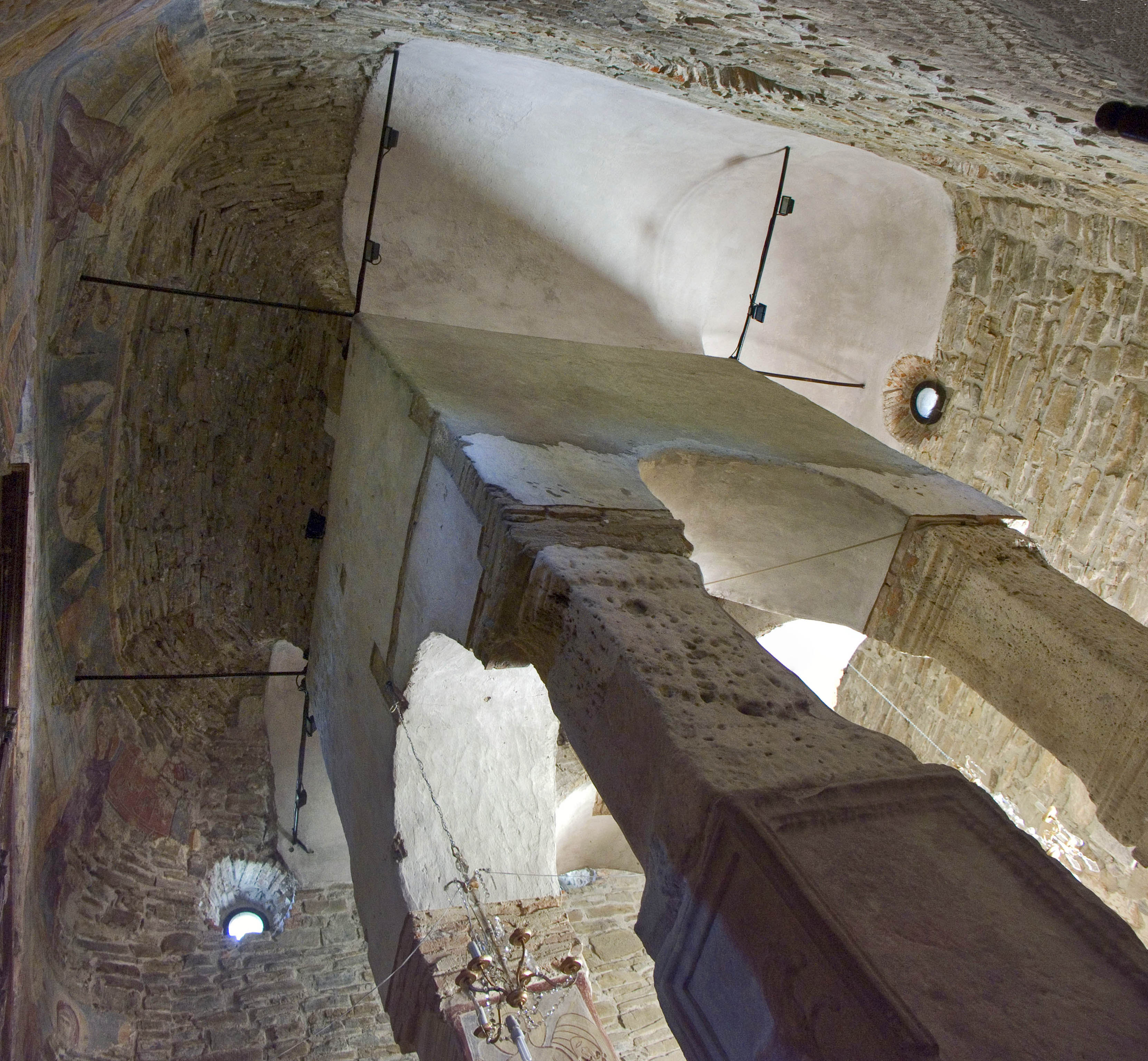
Interior.